# Charles Martin Hall
Charles Martin Hall (Thompson Township, Geauga megye, Ohio, 1863. december 6. – Daytona Beach, Florida, 1914. december 27.) amerikai feltaláló, üzletember és kémikus, az alumínium-gyártás kidolgozója (Hall–Héroult-eljárás). Az ALCOA alapítója.

## Korai évek
Hall az ohiói Thompsonban született 1863. december 6-án. Szülei 1849-ben házasodtak össze. Házasságuk első tíz évét misszionárius munkával töltötték Jamaicán, ahol az első öt gyermekük született. 1860-ban visszatértek Ohióba. Otthon kezdte meg tanulmányait, édesanyja már korán megtanította őt olvasni. Hatéves korától apja 1840-es főiskolai kémiakönyvéből tanult. 8 éves korától egy állami iskola tanulója.
A család 1873-ban Oberlinbe költözött. Három évig tanult az Oberlini Középiskolában, majd egy évvel a főiskola előtt egy úgynevezett főiskolai előkészítő éve volt. Ez idő alatt bizonyította be kémiai tehetségét. Nővére Julia Brainerd Hall, aki szintén vegyészettel foglalkozott sokat segítette a kémiai kutatásait.
Hallt a tudományos kísérletekre Frank Fanning Jewett professzor ösztönözte. 1883 és 1885 között a göttingeni egyetemen tanult. Ott találkozott Friedrich Wöhlerrel akitől egy alumíniummintát kapott.

## Feltalálóként töltött évei
A kezdeti kísérletei 1881-ben kezdődtek. Sikertelenül agyagból olvasztott szénnel érintkező faszén és kálium-klorát keverésével próbált kísérletezni.

## Fordítás
- Ez a szócikk részben vagy egészben  a   Charles Martin Hall című angol Wikipédia-szócikk ezen változatának fordításán alapul.  Az eredeti cikk szerkesztőit annak laptörténete sorolja fel. Ez a jelzés csupán a megfogalmazás eredetét és a szerzői jogokat jelzi, nem szolgál a cikkben szereplő információk forrásmegjelöléseként.